# Luca Ranieri
Pour les articles homonymes, voir Ranieri.
Luca Ranieri, né le 23 avril 1999 à La Spezia en Italie, est un footballeur international  italien qui évolue au poste d'arrière gauche à l'ACF Fiorentina.

## Biographie

### Carrière en club

#### Débuts professionnels
Natif de La Spezia en Italie, Luca Ranieri est formé à l'ACF Fiorentina. Après avoir évolué dans les différentes équipes de jeunes du club, il fait quelques apparitions sur le banc de l'équipe première lors de la saison 2017-2018, sans pour autant entrer en jeu. Il est prêté pour la saison 2018-2019 en Serie B à Foggia Calcio. Luca joue son premier match en pro le 26 août 2018 en championnat, lors de la victoire de son équipe face à Carpi (4-2). Il y fait une saison pleine malgré la rétrogradation du club.
Pour la saison 2019-2020 Ranieri fait son retour à l'ACF Fiorentina et est intégré à l'équipe première. Il joue son premier match avec l'équipe première de la Fiorentina le 18 août 2019 en Coppa Italia, face à l'AC Monza. Titulaire en défense centrale ce jour-là, son équipe s'impose sur le score de trois buts à un. Il fait ses débuts en Serie A le 1er septembre 2019, en étant titularisé au poste d'arrière gauche face au Genoa CFC. Son équipe s'incline sur le score de deux buts à zéro ce jour-là.
En manque de temps de jeu à la Fiorentina, Ranieri est cédé en prêt à l'Ascoli Calcio le 31 janvier 2020, jusqu'à la fin de la saison 2019-2020,.
Le 25 septembre 2020 Ranieri est prêté pour une saison à la S.P.A.L., club évoluant alors en Serie B. Il joue son premier match avec sa nouvelle équipe le 30 septembre 2020, lors d'une rencontre de Coppa Italia face au SSC Bari. Il est titularisé en défense centrale, les deux équipes se neutralisent sans marquer de buts avant de se départager aux tirs au but, où la S.P.A.L. sort vainqueur.
Le 1er avril 2023, lors du match Inter - Fiorentina (0-1), il feint une blessure pour que l'arbitre Fabio Maresca (it) interrompe la rencontre et que son coéquipier musulman Sofyan Amrabat puisse rompre le jeûne (saoum) du mois de ramadan. 
Ranieri se fait remarquer le 21 septembre 2023 en réalisant un doublé lors d'une rencontre de Ligue Europa Conférence 2023-2024 face au KRC Genk. Il est titularisé, et les deux équipes se neutralisent (2-2 score final).

### En sélection
Luca Ranieri représente l'équipe d'Italie des moins de 17 ans pour un total de quatre matchs joués entre 2015 et 2016.
Ranieri joue également avec les moins de 18 ans, faisant au total six apparitions entre 2016 et 2017.
Il est sélectionné avec l'équipe d'Italie des moins de 20 ans pour participer à la coupe du monde des moins de 20 ans en 2019, qui est organisée en Pologne. Ranieri est titulaire en défense centrale lors de ce tournoi et il inscrit même un but lors du premier match des Italiens, le 23 mai face au Mexique, permettant à son équipe de remporter le match (1-2). L'Italie fait un bon parcours durant cette compétition en se hissant jusqu'en demi-finale.
Luca Ranieri fête sa première sélection avec l'équipe d'Italie espoirs le 6 septembre 2019, face à la Moldavie. Titulaire lors de ce match, son équipe s'impose sur le score de quatre buts à zéro. Avec cette équipe il participe au championnat d'Europe espoirs en 2021. Il est positionné en défense centrale et joue trois matchs en tant que titulaire lors de ce tournoi. Son équipe est éliminée en quarts de finale par le Portugal après une séance de tirs au but.

## Palmarès
Avec la Fiorentina, Luca Ranieri est finaliste en 2023 de la Coupe d'Italie et de la Ligue Europa Conférence.